# Illorsuit
Illorsuit (zastarale Igdlorssuit) je zaniklá osada v kraji Avannaata v Grónsku. Nacházela se na stejnojmenném ostrově v Umanackém fjordu. V roce 2018 tu žilo 7 obyvatel. Název osady znamená "mnoho velkých domů".
Osada se stala známá kvůli tsunami, které zasáhlo 17. června 2017 osadu Nuugaatsiaq. Tsunami zasáhlo i osadu Illorsuit, kde nezpůsobilo žádná úmrtí, ale způsobilo záplavy osady. Před zásahem tsunami v osadě žilo 75 obyvatel. Poté se mnoho lidí odstěhovalo, až na 7 obyvatel, kteří se však v létě roku 2018 také odstěhovali.

## Počet obyvatel
Počet obyvatel Illorsuitu klesl o téměř 36% oproti počtu obyvatel z roku 1991 a o téměř 49% oproti roku 1999.